# BAP 100
La BAP 100 est une bombe anti-piste française conçue par Thomson-Brandt pour être larguée à basse altitude au-dessus d'une piste. 
Une fois larguée, un parachute se déploie pour stabiliser l'engin dans une position verticale. Une fusée se déclenche qui précipite l'arme à très grande vitesse vers la piste où elle s'enfonce profondément. Ce n'est qu'ensuite qu'elle explose, créant un cratère.
Son principe de fonctionnement est similaire à la bombe Matra Durandal et elle peut être embarquée avec la bombe d'appui tactique BAT 120 (pl).
Sa première utilisation par l'Armée de l'air française lors du bombardement de la base aérienne libyenne de Ouadi Doum au Tchad le 16 février 1986.

## Fonctionnement
Ces bombes sont montées par chapelet de douze ou dix-huit sous l'avion porteur au moyen d'un pylône d'emport adapté.
Une fois arrivé au-dessus de l'objectif (approximativement 60- 80 m du sol, un minimum de 75 m étant l’altitude minimum pour que toutes les séquences de déploiement puissent se dérouler dans de bonnes conditions à une vitesse préconisée de 450 nœuds (833,4 km/h), le pilote largue les BAP 100. Quatre phases vont s'ensuivre :
1. Ouverture immédiate du parachute. La bombe larguée à grande vitesse et très basse altitude a alors une trajectoire "horizontale". Le parachute lui permet de voir sa vitesse chuter et passe alors à une trajectoire verticale.
2. Allumage du propulseur. La BAP 100 percute le sol à une vitesse approximative de 260 m/s.
3. Perforation du sol.
4. Explosion.

Entre chaque largage de bombe pour une salve de 12 bombes larguées, il y a un intervalle de temps défini de 30 millisecondes, cela donne une bande traitée de 80 m. Pour une piste prise sous un angle de 15°, 2 à 3 bombes touchent l'objectif.
Le cratère occasionné par l'explosion mesure alors près de 4 mètres de diamètre pour une profondeur de +- 1 mètre. 
Avec une salve de 18 BAP 100, la surface touchée correspond à une bande de près de 400 mètres[réf. nécessaire].